# Richard Mulcaster
Richard Mulcaster (født ca. 1531, død 15. april 1611) var en engelsk pædagog og rektor, kendt for sit visionære syn på uddannelsesprocessen.
Han blev født i en overklassefamilie i Carlisle, og begyndte sin uddannelse ved Eton College. Derefter studerede han ved King's College, Cambridge, og senere ved University of Oxford. I studietiden mødte han flere forskere som havde indflydelse på hans senere tankesæt, som John Cheke og John Caius. 
I 1561 blev han den første rektor ved Merchant Taylor's School i London. Han skrev der to traktater om uddannelse, Postition i 1581 og Elementarie i 1582. Skolen var dengang den største i landet, og Mulcaster arbejdede hårdt for at indføre et pensum som satte standarden for uddannelse indenfor latin, græsk og hebræisk. I 1596 blev han rektor på St Paul's School. 
Hans skrifter er vigtige for studiet af uddannelse og pædagogik i det 16. århundrede.

## Fodbold
Muilcaster havde en stor betydning for udvikling af fodbold. Han var den første som tog navnet footeball i brug, for at skille det fra andre spil som han kaldte the hand ball og armeball. Han skrev i Positions Wherein Those Primitive Circumstances Be Examined, Which Are Necessarie for the Training up of Children fra 1581 om fodbold som et spil med positiv pædagogisk virkning som fremmede helse og styrke. Hans publikation er den første hvor det refereres til hold ("parties"), positioner ("standings") og fordelene med en dommer ("judge over the parties") og træner ("trayning maister"). 